# Pleospora eturmiuna
Pleospora eturmiuna är en svampart som beskrevs av E.G. Simmons 2001. Pleospora eturmiuna ingår i släktet Pleospora och familjen Pleosporaceae.   Inga underarter finns listade i Catalogue of Life.